# Pedro González de San Pedro

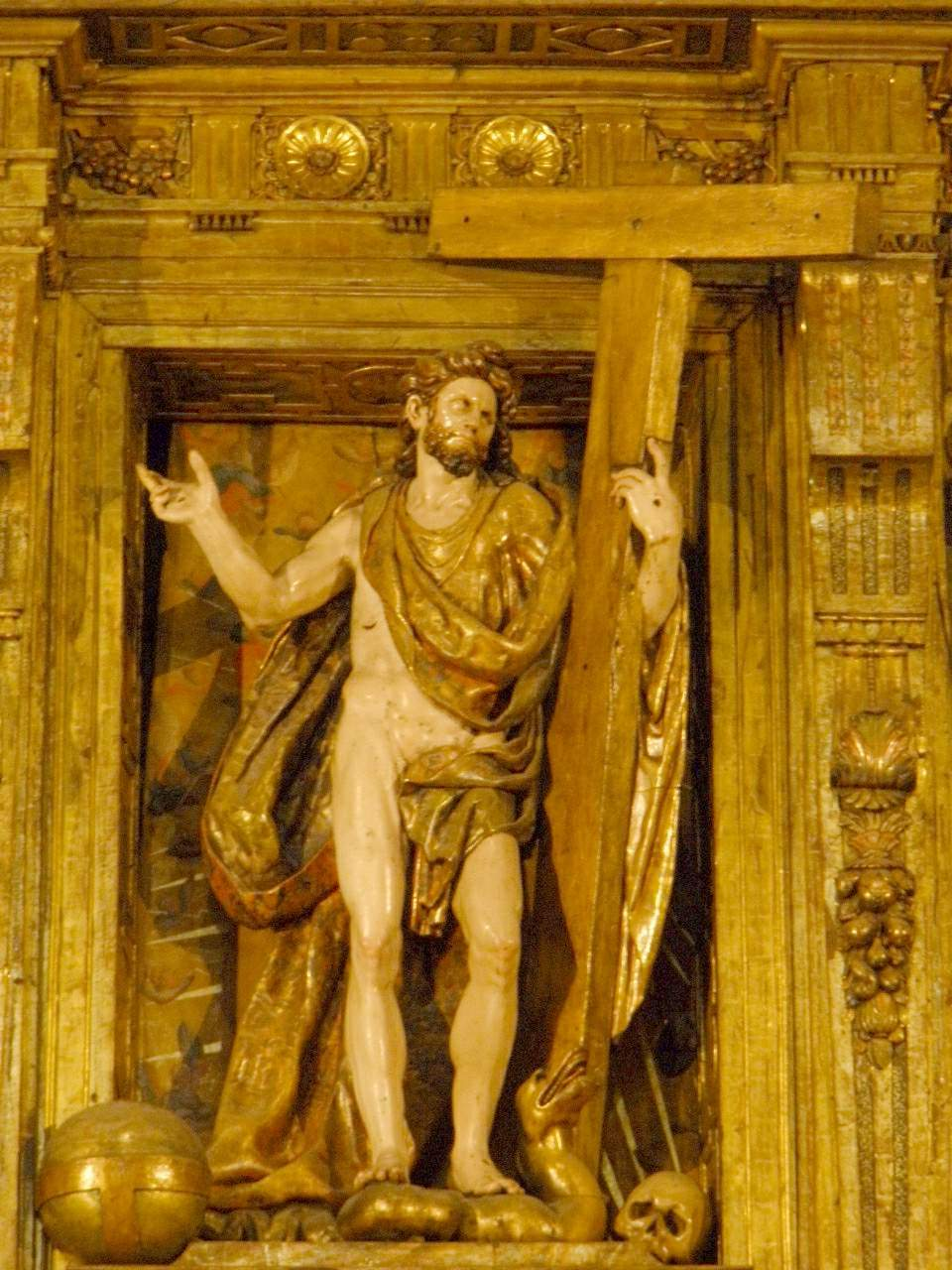
Cristo resucitado, altar mayor de la iglesia de Santa María de Tafalla.

Pedro González de San Pedro (Cabredo, Navarra, 1560-1608) fue un escultor romanista español, seguidor de Juan de Anchieta.

## Biografía
Con taller en Cabredo, Pedro González de San Pedro fue discípulo y estrecho colaborador de Juan de Anchieta, que había introducido en Navarra el romanismo miguelangelesco de Gaspar Becerra, caracterizado por la idealización y monumentalidad heroica de las imágenes sagradas. A la muerte de Anchieta (1588) recibió sus materiales de trabajo y se hizo cargo de la conclusión del retablo mayor de la iglesia de Santa María de Tafalla, del que Anchieta solo había llegado a ejecutar, además de aportar las trazas, los relieves de los dos bancos y el sagrario, además, quizá, de alguna pieza suelta, como podría ser la del Salvador o Cristo resucitado, que los tasadores calificaron de «algo gruesso de Cuerpo y de ropa». Terminado en julio de 1592, fue tasado en 5 114 ducados, cantidad muy estimable si se tiene en cuenta que el mismo Anchieta había cobrado 1 658 ducados por el retablo mayor de Zumaya en 1577 y 4 300 por el de Cáseda en 1581. La tasación, de hecho, también pareció excesiva a los patronos del templo, que se opusieron a ella aunque finalmente llegaron a un acuerdo ante notario por el que aceptaban la cantidad fijada por los tasadores y, a cambio, González de San Pedro se comprometía a hacer de limosna un sagrario para la iglesia de San Pedro de Tafalla y una imagen de san Gregorio.

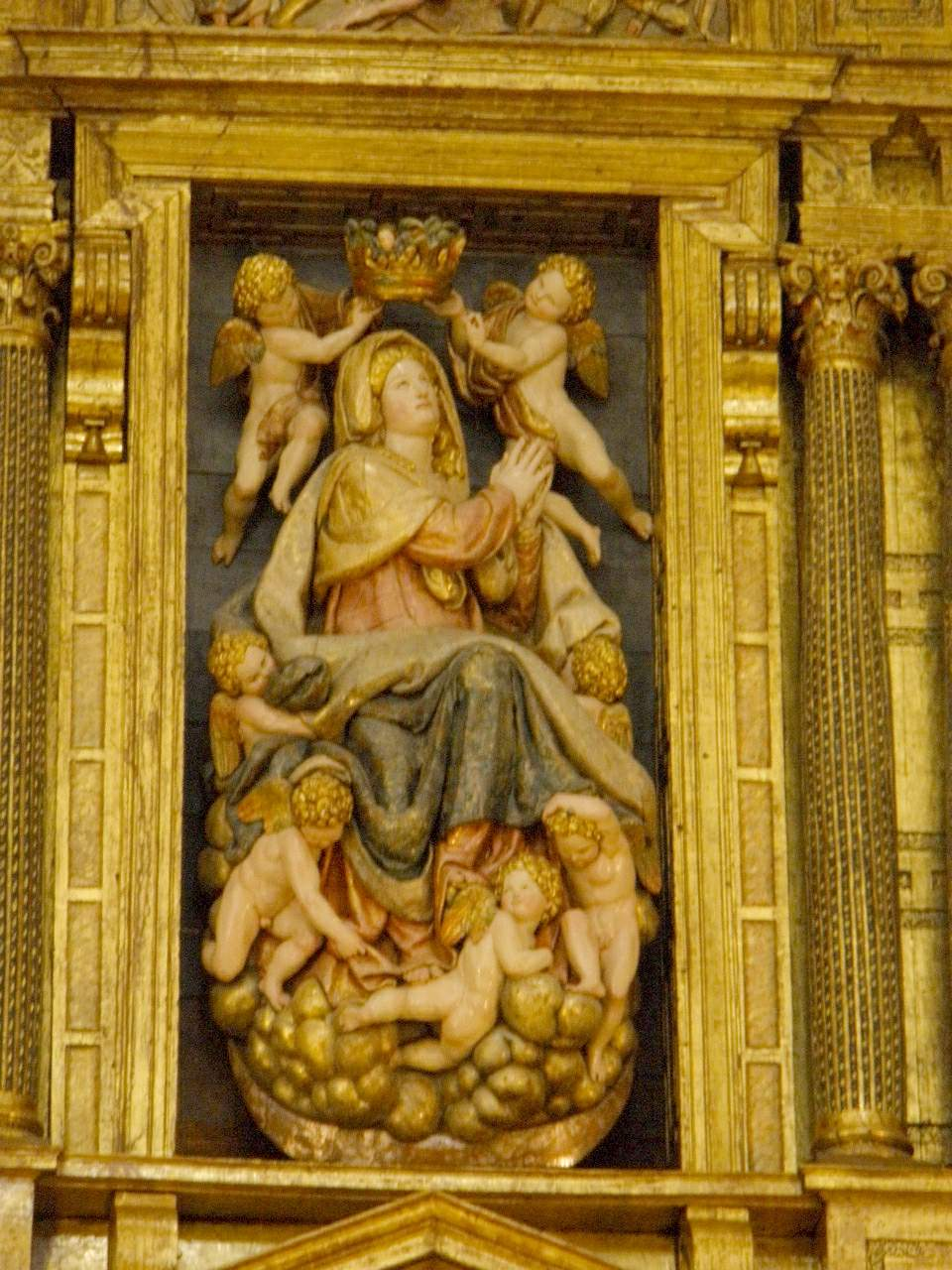
Asunción de la Virgen del retablo mayor de la catedral de Pamplona (Pamplona, iglesia de San Miguel).

Revelador del modo de trabajar y de la competencia existente es el hecho de que en diciembre de 1589 Juan Jiménez de Alsasua, vecino de Olite, se ofreciese a la villa de Tafalla, con la que González tenía contratada la ejecución del retablo mayor de su iglesia, para tomarlo a su cargo con una rebaja en el precio, lo que obligó a González de San Pedro, para evitar que se hiciese la rebaja, a acordar con Jiménez de Alsasua el traspaso de la mitad «de las cosas y figuras del arte de esculptura ansi de barro como de yeso y cera y cosas de vulto que el dicho Pedro Gonçalez ubo de la muger de Ancheta difunto después de la muerte del dicho Ancheta, que estubieren en poder del dicho Pedro Gonçález para baciarlas tan solamente en casa del dicho Pedro Gonçález». A pesar del acuerdo, González se resistió luego a efectuar la entrega, pues en septiembre de 1592, con la obra concluida, Jiménez le reclamaba por vía judicial la «metad de las molduras, antigoallas y modelos de barro y cera, yeso y otros bultos conforme a como se obligó por el dicho cartel». Entre ellos se citaban los modelos que hizo Anchieta para Santa Clara de Vitoria y para los retablos de Zumaya, Cáseda, Obanos, Aoiz, Tafalla, Asteazu y el monasterio de las Huelgas de Burgos, además de tres san Jerónimos para Subiza y de otras tres esculturas de las que no se indicaba asunto para los carmelitas de Pamplona, más «ciertas antiguallas de plomo, cosas de rostros muchos» y una arca grande con piezas de brazos, piernas y rostros de barro, yeso y cera.
La utilización de modelos de barro cocido por Pedro González para presentar a los comitentes de los que aspiraba a obtener la aprobación para un encargo se documenta igualmente en 1596, cuando la cofradía de San Jorge de caballeros hidalgos de Zaragoza le encargó un san Jorge de alabastro a caballo y alanceando al dragón para el Salón Real de la Diputación de Aragón.
En 1592 contrató junto con Ambrosio de Bengoechea, otro destacado discípulo de Anchieta, el retablo de Cascante, destruido por un incendio en 1940. La adjudicación fue en este caso decidida por sorteo, comprometiéndose Bengoechea y González de San Pedro a indemnizar a Jiménez de Alsasua por haber quedado fuera de la adjudicación. Su ejecución se demoró pues en 1596 los primicieros del lugar les pusieron pleito alegando que habían descuidado el trabajo.
Son suyos también los retablos mayores de las catedrales de Pamplona y Calahorra, trasladado el primero a la iglesia de San Miguel de la misma ciudad de Pamplona y destruido el segundo por un incendio a comienzos del siglo XX. En la realización del retablo pamplonés, contratado en 1597, participó también el ensamblador Domingo Bidarte y es posible que estuviese concluido antes de mayo de 1601, cuando González de San Pedro firmó en Santo Domingo de la Calzada el concierto para la ejecución del retablo de la catedral de Calahorra, tras haber recibido el cabildo calagurritano un informe que declaraba a González de San Pedro la persona más a propósito para hacerlo, «y como a tal se le encomendó el Retablo de la Iglesia de Pamplona». Si bien la traza del retablo parece deberse al platero Velázquez de Medrano, en la escultura González San Pedro mantuvo apenas alterados los modelos de Anchieta, como es notorio en el grupo de la Asunción del cuerpo central, muy próximo al de la parroquial de Tafalla.
El desaparecido retablo mayor de la catedral de Calahorra, para el que en un primer concierto se había comprometido a entregar el banco y dejarlo asentado a últimos de 1602, quedó luego paralizado por dificultades económicas no reanudándose los trabajos hasta 1606, y no se había terminado en noviembre de 1608 cuando su yerno, Juan o Joannes Bazcardo, se presentó ante el cabildo para informarle de la muerte de González de San Pedro y entregar el segundo tercio del retablo, ofreciéndose a concluir él mismo el tercio que faltaba con el remate del Calvario.